# Younghusband Ridge
Younghusband Ridge är en ås i Kanada.   Den ligger på gränsen mellan provinserna Alberta och British Columbia, i den centrala delen av landet, 3 100 km väster om huvudstaden Ottawa.